# Trachylepis laevis
Trachylepis laevis este o specie de șopârle din genul Trachylepis, familia Scincidae, descrisă de Boulenger 1907. Conform Catalogue of Life specia Trachylepis laevis nu are subspecii cunoscute.